# Neivamyrmex agilis
Neivamyrmex agilis är en myrart som beskrevs av Borgmeier 1953. Neivamyrmex agilis ingår i släktet Neivamyrmex och familjen myror. Inga underarter finns listade i Catalogue of Life.

## Bildgalleri

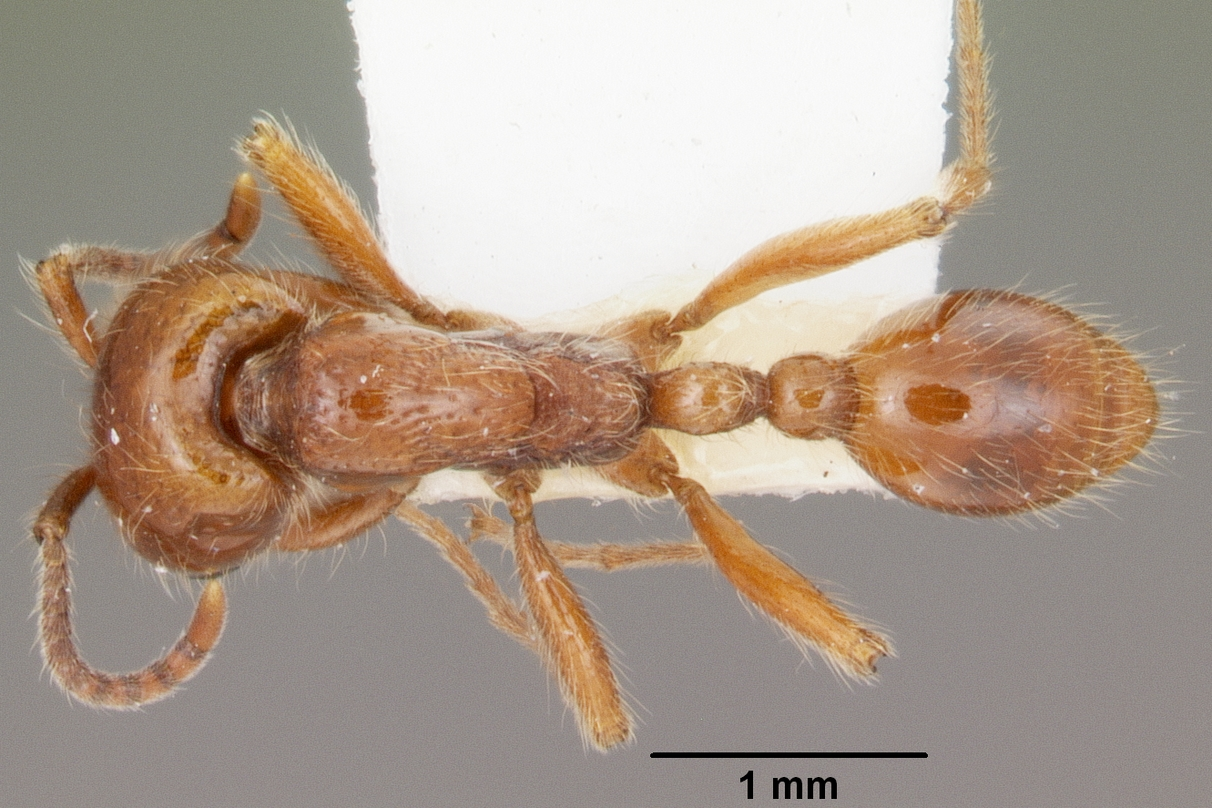
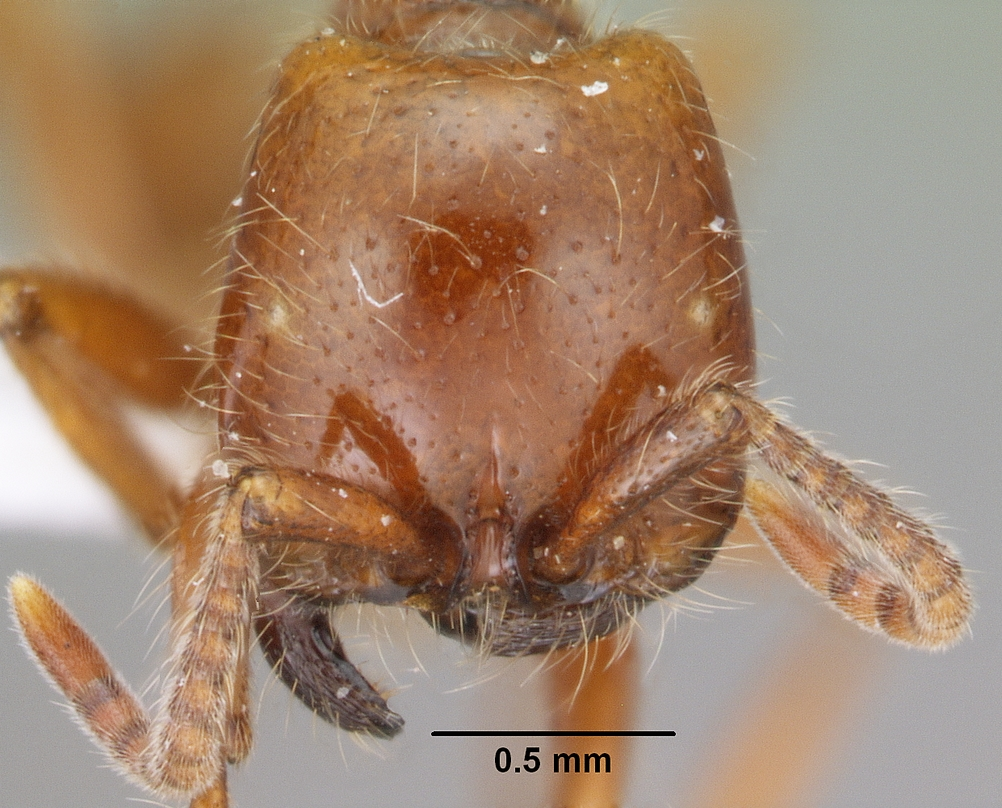
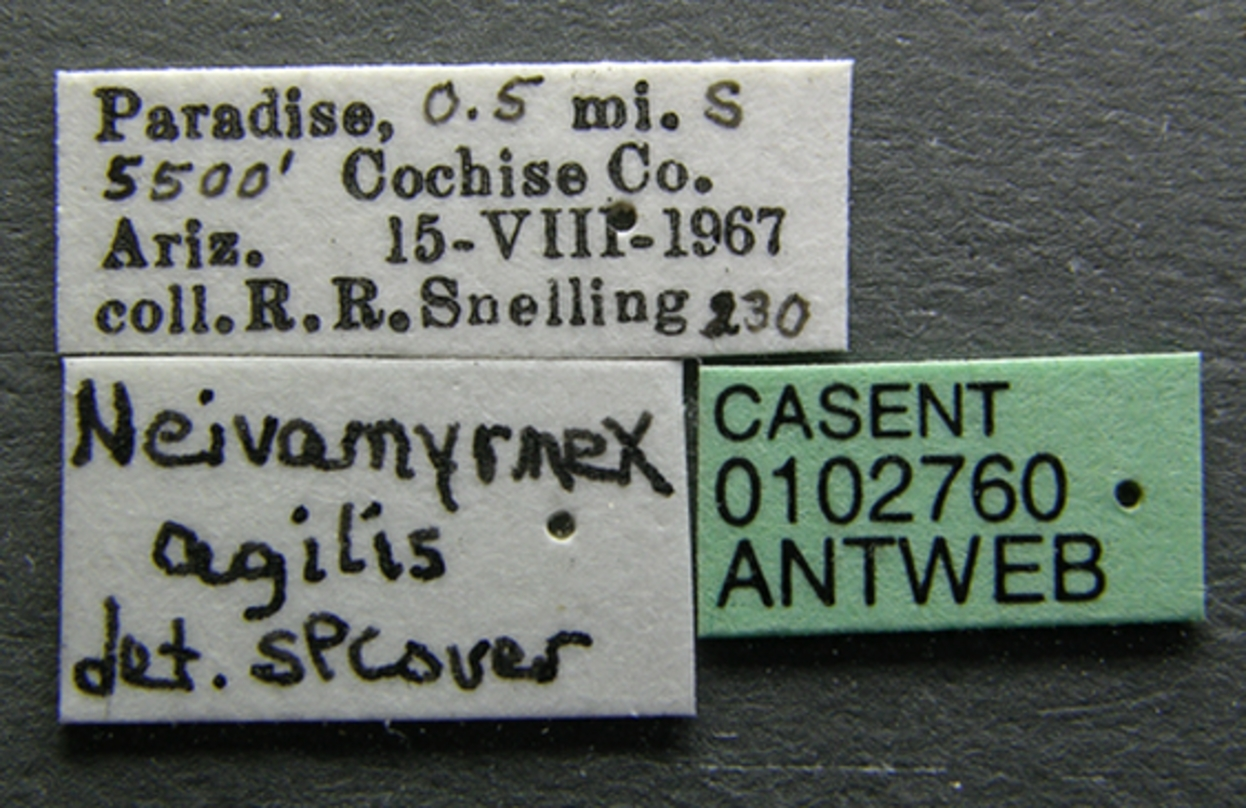
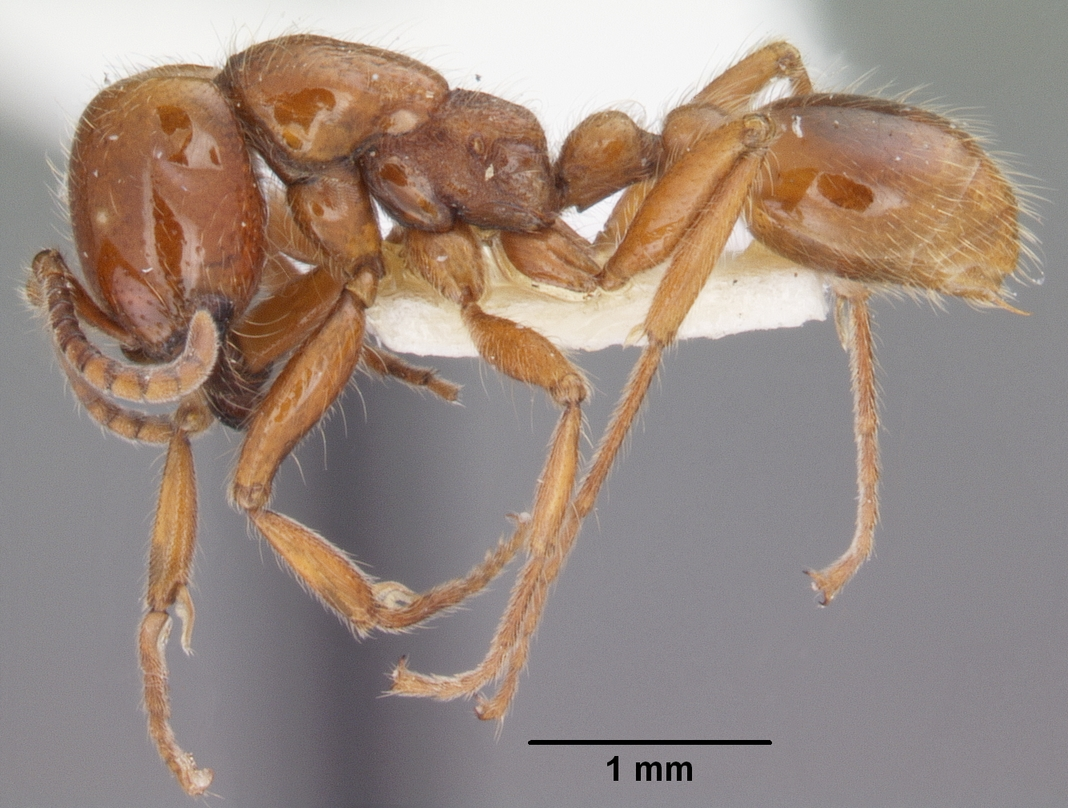
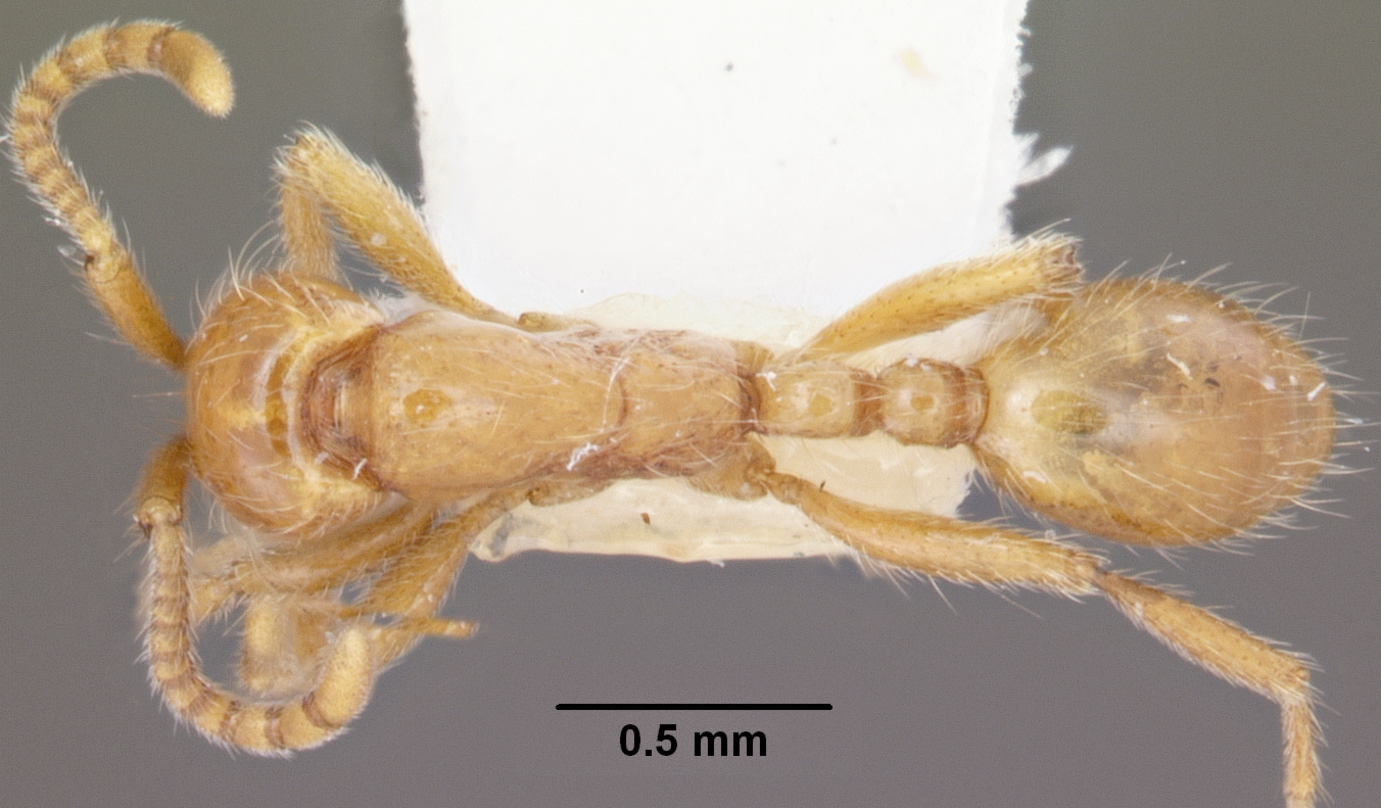
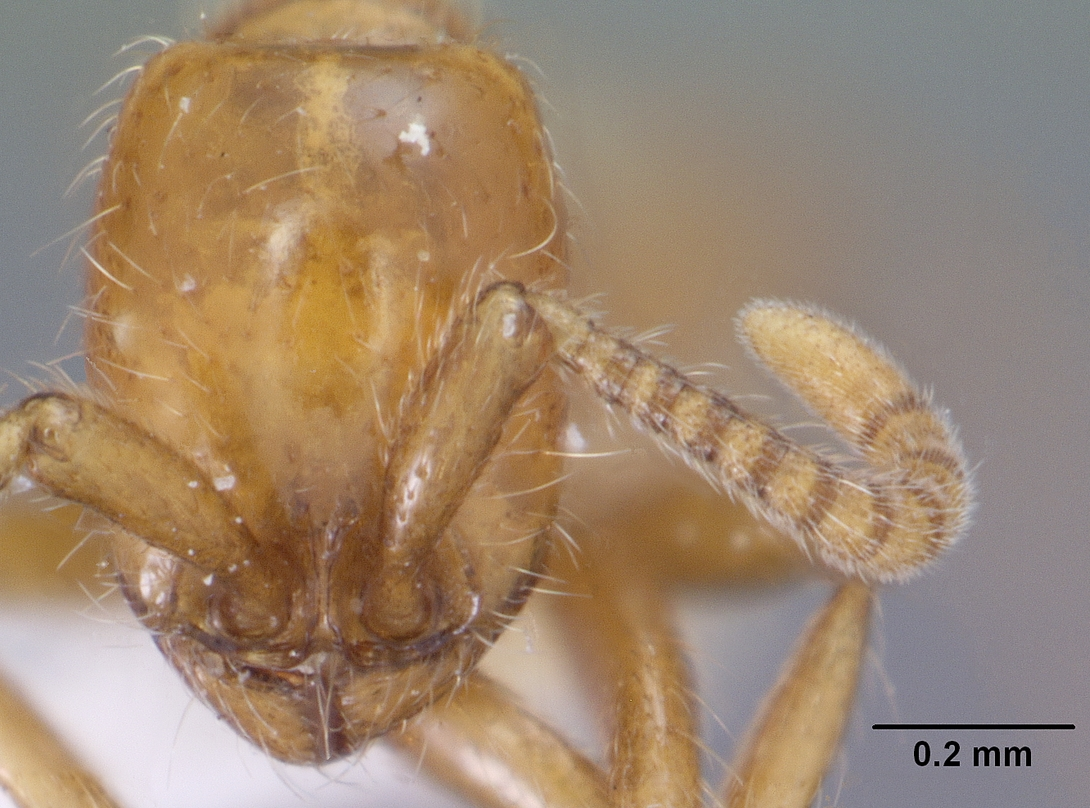